# Razreznoi
Razreznoi (en rus: Разрезной) és un poble del krai de Khabàrovsk, a Rússia, que el 2012 tenia quatre habitants. Pertany al districte rural d'Aiano-Maiski.